# Troisième ligne (rugby à XV)
Ne doit pas être confondu avec Troisième ligne (rugby à XIII).
Cet article court présente un sujet plus développé dans : Troisième ligne aile (rugby à XV) et Troisième ligne centre (rugby à XV).
Troisième ligne est un poste de rugby à XV. Il est généralement dissocié en deux postes : le troisième ligne aile et le troisième ligne centre.